# US Bitam
Union Sportive Bitam ist ein gabunischer Fußballverein aus Bitam.

## Geschichte
Der US Bitam gewann jeweils dreimal die Landesmeisterschaft sowie den Pokal. Er nahm mehrmals an den afrikanischen Wettbewerben teil.

## Erfolge
- Gabunischer Meister: 2003, 2010, 2013
- Gabunischer Pokalsieger: 1999, 2003, 2010

## Bekannte/Ehemalige Spieler
- André Biyogo Poko
- Cédric Moubamba
- Rémy Ebanega
- Stéphane Bitséki Moto
- Stéphane N’Guéma

## Statistik in den CAF-Wettbewerben
| Saison | Wettbewerb               | Runde        | Land                  | Verein                | Hinspiel | Rückspiel        |
| ------ | ------------------------ | ------------ | --------------------- | --------------------- | -------- | ---------------- |
| 1999   | African Cup Winners’ Cup | 1. Runde     | Ruanda                | Rayon Sports FC       | 2:1      | 0:2              |
| 2004   | CAF Champions League     | 1. Runde     | Republik Kongo        | Saint Michel d’Ouenzé | 2:0      | 0:2 (n. E.: 3:4) |
| 2011   | CAF Champions League     | Vorrunde     | Kamerun               | Les Astres FC         | 0:0      | 0:0 (n. E.: 5:3) |
|        | CAF Champions League     | 1. Runde     | Nigeria               | FC Enyimba            | 0:0      | 1:2              |
| 2013   | CAF Confederation Cup    | Vorrunde     | São Tomé und Príncipe | CD de Guadalupe       | 5:0      | 12:1             |
|        |                          | 1. Runde     | Nigeria               | Heartland FC          | 1:2      | w/o 1            |
|        |                          | 2. Runde     | Algerien              | USM Algier            | 0:0      | 3:0              |
|        |                          | Achtelfinale | Algerien              | ES Sétif              | 0:2      | 2:0 (n. E.: 3:5) |
| 2014   | CAF Champions League     | Vorrunde     | Kenia                 | Gor Mahia FC          | 0:1      | 1:0 (n. E.: 1:3) |